# Campeonato salvadoreño 1975-76
El Campeonato Salvadoreño 1975-76 fue la vigésima quinta edición de la Primera División. 
El campeón del torneo fue el Águila, consiguiendo su séptimo título de liga. 

## Formato de competición
La competición se desarrolla en tres fases:  
- Fase regular: Se integra por las 33 jornadas del torneo.
- Fase final: Se integra por los partidos de semifinal y final.

### Fase regular
En la fase de clasificación se observó el sistema de puntos. La ubicación en la tabla general, está sujeta a las siguientes condiciones:
- Por juego ganado se obtendrán dos puntos.
- Por juego empatado se obtendrá un punto.
- Por juego perdido no se otorgan puntos.

En esta fase participan los 12 clubes de la Primera División jugando en cada torneo todos contra todos durante las 33 jornadas respectivas, a tres ruedas.
El orden de los clubes al final de la fase de calificación del torneo corresponderá a la suma de los puntos obtenidos por cada uno de ellos y se presentará en forma descendente. Si al finalizar las 33 jornadas del torneo, dos o más clubes estuviesen empatados en puntos, su posición en la tabla general será determinada atendiendo a los siguientes criterios de desempate:
1. Mejor diferencia entre los goles anotados y recibidos y goles.
2. Mayor número de goles anotados.
3. Marcadores particulares entre los clubes empatados.
4. Mayor número de goles anotados como visitante.
5. Mejor ubicado en la tabla general de cociente
6. Tabla Fair Play
7. Sorteo.

### Fase final
La segunda fase del torneo consiste en una eliminación directa (semifinales) a dos partidos entre los cuatro clubes mejor clasificados del torneo regular de la forma:
- Primer lugar (1°) vs. Cuarto Lugar (4°)
- Segundo lugar (2°) vs. Tercer lugar (3°)

En esta fase clasifican los ganadores de la serie particular, definidos primero por el resultado global - suma de los dos resultados - y en caso de empate en este, por la mejor posición en la tabla de la fase regular - favoreciendo a 1° y 2° -.
La Final se realiza en a dos partido en campo neutral - generalmente el Estadio Cuscatlán - siendo campeón el equipo que se imponga al otro una vez finalizados los 90 minutos reglamentarios, prórroga o lanzamientos desde el punto penal según corresponda.

## Equipos participantes
| Club                       | Ciudad             | Departamento | Estadio                |
| -------------------------- | ------------------ | ------------ | ---------------------- |
| Águila                     | San Miguel         | San Miguel   | Juan Francisco Barraza |
| Alianza                    | San Salvador       | San Salvador | Cuscatlán              |
| ANTEL                      | San Salvador       | San Salvador | Desconocido            |
| Atlético Marte             | San Salvador       | San Salvador | Cuscatlán              |
| FAS                        | Santa Ana          | Santa Ana    | Óscar Alberto Quiteño  |
| Juventud Olímpica          | Acajutla           | Sonsonate    | Ana Mercedes Campos    |
| Luis Ángel Firpo           | Usulután           | Usulután     | Sergio Torres Rivera   |
| Municipal Limeño           | Santa Rosa de Lima | La Unión     | Ramón Flores Berríos   |
| Platense                   | Zacatecoluca       | La Paz       | Antonio Toledo Valle   |
| Sonsonate                  | Sonsonate          | Sonsonate    | Ana Mercedes Campos    |
| Tapachulteca               | Desconocido        | Desconocido  | Desconocido            |
| Universidad de El Salvador | San Salvador       | San Salvador | Flor Blanca            |

## Fase regular

### Tabla de posiciones
| Pos.            | Equipos                    | PJ  | PG  | PE | PP  | GF  | GC  | Dif. | Pts. |
| --------------- | -------------------------- | --- | --- | -- | --- | --- | --- | ---- | ---- |
| 1.              | Águila                     | 33  | 22  | 5  | 6   | 79  | 41  | 38   | 49   |
| 2.              | FAS                        | 33  | 18  | 7  | 8   | 55  | 38  | 17   | 43   |
| 3.              | Alianza                    | 33  | 18  | 5  | 10  | 53  | 32  | 21   | 41   |
| 4.              | Universidad de El Salvador | 33  | 17  | 6  | 10  | 53  | 40  | 13   | 40   |
| 5.              | Platense                   | 33  | 17  | 5  | 11  | 53  | 41  | 12   | 39   |
| 6.              | Sonsonate                  | 33  | 16  | 6  | 11  | 40  | 48  | -8   | 38   |
| 7.              | Tapachulteca               | 33  | 13  | 5  | 15  | 39  | 49  | -10  | 31   |
| 8.              | Luis Ángel Firpo           | 33  | 12  | 5  | 16  | 43  | 51  | -8   | 29   |
| 9.              | Atlético Marte             | 33  | 10  | 7  | 16  | 39  | 41  | -2   | 27   |
| 10.             | ANTEL                      | 33  | 9   | 7  | 17  | 37  | 49  | -12  | 25   |
| 11.             | Juventud Olímpica          | 33  | 7   | 4  | 22  | 33  | 55  | -22  | 18   |
| 12.             | Municipal Limeño           | 33  | 6   | 4  | 23  | 37  | 76  | -39  | 16   |
| Equipos 1975-76 | Equipos 1975-76            | 396 | 165 | 66 | 165 | 561 | 561 | 0    | 396  |

|  |                                  |
|  | Líder, clasifica a la fase final |
|  | Clasifica a la fase final.       |
|  | Descendido.                      |

## Fase final
|  | Semifinales | Semifinales                | Semifinales | Semifinales | Semifinales | Semifinales |    |        | Final                                                    | Final | Final | Final | Final |  |
|  |             |                            |             |             |             |             |    |        | 18 de enero (ida) 25 de enero (vuelta) Estadio Cuscatlán |       |       |       |       |  |
|  |             |                            |             |             |             |             |    |        |                                                          |       |       |       |       |  |
|  |             |                            |             |             |             |             |    |        |                                                          |       |       |       |       |  |
|  | 1°          | Águila                     | 1           | 5           | 6           |             |    |        |                                                          |       |       |       |       |  |
|  | 1°          | Águila                     | 1           | 5           | 6           |             |    |        |                                                          |       |       |       |       |  |
|  | 4°          | Universidad de El Salvador | 3           | 1           | 4           |             |    |        |                                                          |       |       |       |       |  |
|  | 4°          | Universidad de El Salvador | 3           | 1           | 4           |             | 1° | Águila | 1                                                        | 3     | 4     |       |       |  |
|  |             |                            |             |             |             |             | 1° | Águila | 1                                                        | 3     | 4     |       |       |  |
|  |             |                            | 3°          | Alianza     | 1           | 1           | 2  |        |                                                          |       |       |       |       |  |
|  | 2°          | Alianza                    | 3°          | Alianza     | 1           | 1           | 2  | 0      | 2                                                        | 1     | 3     |       |       |  |
|  | 2°          | Alianza                    |             |             |             |             |    | 0      | 2                                                        | 1     | 3     |       |       |  |
|  | 3°          | FAS                        | 2           | 1           | 0           | 3           |    |        |                                                          |       |       |       |       |  |
|  | 3°          | FAS                        | 2           | 1           | 0           | 3           |    |        |                                                          |       |       |       |       |  |
|  |             |                            |             |             |             |             |    |        |                                                          |       |       |       |       |  |

| Campeón          |
| Águila 7° Título |